# Yorck (Schiff, 1905)
Die Yorck war das zweite und letzte Schiff der Roon-Klasse der Kaiserlichen Marine. Der von Blohm & Voss in Hamburg gebaute Panzerkreuzer, offiziell als Großer Kreuzer geführt, gehörte von 1905 bis 1913 zum aktiven Schiffsbestand der deutschen Flotte. Zu Beginn des Ersten Weltkrieges reaktiviert, sank der Kreuzer am 4. November 1914 in der Jademündung nach zwei Minentreffern. Dabei kamen 336 Mann ums Leben.

## Geschichte

### Bau
Die Hamburger Werft Blohm & Voss legte den als Ersatz für die Panzerfregatte Deutschland georderten Neubau im Frühjahr 1903 auf Kiel. Rund ein Jahr später, am 14. Mai 1904, stand das Schiff zum Stapellauf bereit. Dabei taufte Josephine Yorck von Wartenburg es auf den Namen Yorck, nach dem preußischen Generalfeldmarschall Ludwig Yorck von Wartenburg der Befreiungskriege. Die Taufrede hielt Generaloberst Wilhelm von Hahnke. Die Fertigstellung des Schiffs zog sich bis in die zweite Hälfte des Jahres 1905 hin. Nachdem die Werft erste Probefahrten unternommen hatte, überführte sie die Yorck mit einer von ihr gestellten Besatzung nach Kiel, wo die Marine sie übernahm und am 21. November 1905 in Dienst stellte.
Ihre Abmessungen waren identisch mit denen ihres Schwesterschiffs Roon: 127,8 m Länge, 20,2 m Breite, 7,76 m Tiefgang und 10.266 t maximale Wasserverdrängung. Die Bewaffnung bestand aus vier Schnellfeuerkanonen (Sk) des Kalibers 21 cm L/40 in zwei Doppeltürmen, zehn Sk 15 cm L/40, 14 Sk 8,8 cm L/35 sowie vier 45-cm-Torpedorohren. Mit seinen drei Dampfmaschinen mit insgesamt 20.031 PSi erreichte der Kreuzer eine Höchstgeschwindigkeit von 21,4 kn. Die Reichweite betrug 4.200 sm bei 12 kn, die Besatzung 633 Mann.

### Einsatz in Friedenszeit
Die Yorck gehörte ab dem 27. März 1906 dem Verband der Aufklärungsstreitkräfte an, und am 2. April übernahm sie zudem die Funktion des Verbandsflaggschiffs von der Friedrich Carl. Befehlshaber der Aufklärungsschiffe der Hochseeflotte war zu diesem Zeitpunkt Vizeadmiral Gustav Schmidt, der am 29. September 1906 von Konteradmiral Hugo Pohl abgelöst wurde. Die Yorck nahm in den nächsten Jahren an verschiedenen Flottenmanövern, besonders an den jährlichen Herbstmanövern, teil. Vom 11. September bis zum 28. Oktober 1907 befand sich der Kreuzer in der Werft. Vom 7. bis zum 28 Februar 1908 unternahmen die Aufklärungsschiffe eine Reise in den Atlantik, während der der Verband verschiedene taktische Übungen durchführte. Zusätzlich diente die Fahrt auch dazu, die immer leistungsfähiger werdende Funktechnik an Bord der Schiffe zu testen. Die notwendige Brennstoffergänzung erfolgte in Vigo. Am 1. Mai 1908 wechselte Konteradmiral August von Heeringen, der seit dem 1. Oktober 1907 B.d.A. war, auf die Scharnhorst, die damit zum neuen Flaggschiff wurde. Im Juli und August 1908 folgte eine zweite Atlantikreise des Verbands, bei der die Yorck Funchal und La Coruña besuchte. Zudem erhielt das Schiff in diesem Jahr den Kaiser-Schießpreis der Großen Kreuzer.
Im Jahr 1909 unternahm der Verband wiederum im Februar sowie im Juli und August zwei Fahrten in den Atlantik. Die Yorck lag dabei vom 17. bis zum 23. Februar vor Vigo sowie vom 18. bis zum 26. Juli in der Arosabucht vor Villagarcía. Am 11. März übernahm der Kreuzer wieder die Rolle des Verbandsflaggschiffs, da die Scharnhorst zum Ostasiengeschwader befohlen wurde. Diese Funktion behielt die Yorck bis zum 27. April 1910, als der B.d.A. auf die neue Blücher überstieg. Dafür war bereits zwei Tage vorher der 2. Admiral der Aufklärungsstreitkräfte, Konteradmiral Reinhard Koch, an Bord der Yorck gekommen. Schon am 16. Mai wurde er von Konteradmiral Gustav Bachmann abgelöst, dem am 15. September Konteradmiral Maximilian von Spee nachfolgte. Der Geschützbesatzung der Yorck gelang es im Jahr 1910  unter dem Befehl des Artillerieoffiziers, Kapitänleutnant Walter Klappenbach, zum zweiten Mal, den Kaiser-Schießpreis der Großen Kreuzer zu gewinnen.
An den Übungen in den ersten Monaten des Jahres 1911 nahm die Yorck nicht teil, da sie sich in der Werft aufhielt. Dabei kam es am 31. März im achteren Heizraum zu einer Benzolexplosion, bei der ein Besatzungsmitglied getötet und weitere verletzt wurden. Am 1. Oktober kam Kommodore Franz Hipper als neuer 2. Admiral der Aufklärungsstreitkräfte auf den Kreuzer. Dieser besuchte während einer Norwegenreise des Verbandes vom 3. bis zum 6. November die schwedische Stadt Uddevalla. Bei im Februar 1912 stattfindenden Verbandsübungen war die Yorck nicht beteiligt. Dafür war sie das einzige große Schiff des Verbandes, das im März gemeinsam mit vier Kleinen Kreuzern an Übungen der Flotte teilnahm. Der Befehlshaber der Aufklärungsstreitkräfte, der inzwischen zum Vizeadmiral beförderte Gustav Bachmann, befand sich daher vom 13. März bis zum 3. April 1912 an Bord der Yorck, Hipper hingegen auf der Von der Tann. Die Yorck blieb anschließend bis zum 28. August Flaggschiff des 2. Admirals des Verbandes, der an diesem Tag auf die Cöln überstieg. Während einer Minensprengübung kam es am 2. November zu einem Unfall, bei dem zwei Besatzungsmitglieder des Kreuzers ums Leben kamen. Auf einer der eingesetzten Pinassen der Yorck verfing sich die Zündschnur eines Sprengsatzes. Die Seemine explodierte beim Versuch, die Schnur wieder zu lösen, und zerstörte das Beiboot. Eine Dampfpinasse der Goeben barg die beiden Toten und die Überlebenden, darunter zwei Verletzte.

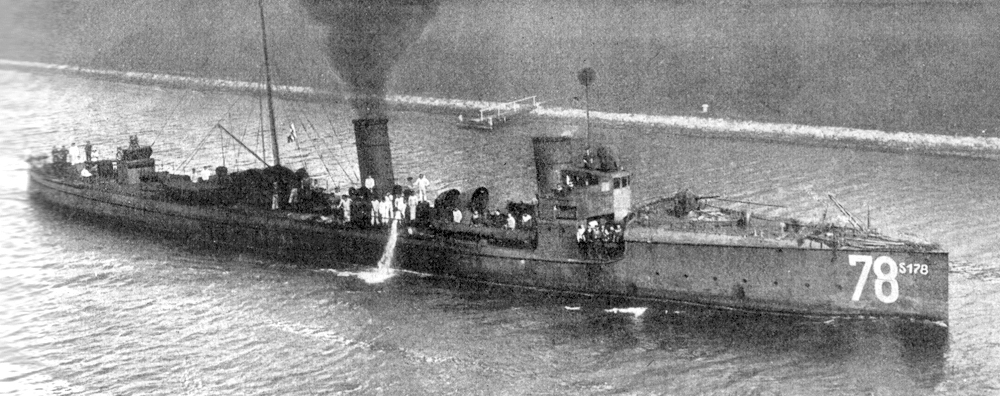
Das später von der Yorck gerammte Torpedoboot S 178

Von Dezember 1912 bis zum Februar 1913 war erneut Vizeadmiral Bachmann an Bord der Yorck, da sich sein eigentliches Flaggschiff Moltke in der Werft befand. Bei einem Manöver am 4. März 1913, als Torpedoboote am Abend den Durchbruch durch die Linie der größeren Schiffe übten, kam es zu einem schweren Unfall. Das Torpedoboot S 178 wurde von der Yorck gerammt und seine Maschinenräume aufgerissen. Es sank innerhalb kurzer Zeit mit 69 Mann. Nur 15 Besatzungsmitglieder konnten von der Yorck, der Oldenburg und S 177 gerettet werden. Die Yorck erlitt nur leichte Schäden und beteiligte sich weiter an den Übungen. In der Zeit vom 7. bis zum 14. März und erneut vom 1. bis zum 17. Mai diente der Kreuzer dem 3. Admiral der Aufklärungsstreitkräfte, Konteradmiral Felix Funke, sowie zwischen dem 14. März und dem 1. Mai dem B.d.A. als Flaggschiff. Kurze Zeit später, am 21. Mai 1913, wurde die Yorck in Kiel außer Dienst gestellt, anschließend in der Werft überholt und der Reserve zugeteilt.

### Einsatz im Ersten Weltkrieg
Nach Beginn des Ersten Weltkrieges kam die Yorck am 12. August 1914 wieder in Dienst. Der Kreuzer wurde der IV. Aufklärungsgruppe unter Konteradmiral Hubert von Rebeur-Paschwitz zugeteilt, die bereits am 25. August in III. Aufklärungsgruppe umbenannt wurde. Am 20. September übernahm der Kreuzer den Vorpostendienst im Öresund, zwei Tage später erfolgte ein Vorstoß in die mittlere Ostsee. Die Yorck war ab dem 28. September, wie auch die übrige III. AG, in der Nordsee stationiert. Der Kreuzer nahm am 2. November am ersten offensiven Unternehmen der Hochseeflotte teil. Dabei beschossen die Schlachtkreuzer der I. AG unter dem Befehl Hippers Great Yarmouth, während die Stralsund mehrere Minensperren im dortigen Seegebiet legte. Die III. und IV. Aufklärungsgruppe standen in der Wesermündung, das I. und III. Geschwader auf Schillig-Reede für den Ernstfall bereit. Die Verbände, mithin das Gros der Hochseeflotte, folgten den am frühen Morgen des 2. November ausgelaufenen Schlachtkreuzern nachmittags im Abstand von rund 60 sm bis etwa 54° 0′ N, 4° 0′ O, um ihnen als Fernsicherung gegen die britische Flotte zu dienen. Das Gros kehrte jedoch vorzeitig in die deutschen Stützpunkte zurück, wodurch sich die Entfernung zu Hippers von der englischen Küste zurückkehrenden Schiffen auf 100 sm erhöhte.

### Untergang
Nach Abschluss des Unternehmens lief die Yorck nach Wilhelmshaven. Auf der Außenjade herrschte in der Nacht zum 4. November dichter Nebel, weshalb der Kreuzer dort vor Anker ging. Da der Verdacht auf von mit Paratyphus infiziertem Wasser an Bord bestand, wollte Kapitän zur See Waldemar Pieper eine kurzzeitige Verbesserung der Sicht zum Einlaufen nutzen. Er befahl die Fahrt nach Wilhelmshaven auf eigene Verantwortung, weil der Lotse wegen der geringen Sicht und der hohen Minengefahr nicht übernehmen wollte. Durch die Stromversetzung auf der Innenjade geriet die Yorck um 04:10 Uhr auf eine deutsche Mine. Beim Versuch, das Schiff zu drehen, lief es auf eine zweite Mine. Der Kreuzer kenterte und sank kieloben in Ost-West-Richtung auf der Position 53° 40′ 2″ N, 8° 5′ 2″ O. 336 Besatzungsmitglieder kamen bei dem Untergang ums Leben. 381 Seeleute, darunter Kommandant Pieper, konnten vor allem von der Hagen gerettet werden. Als ein Grund für den schnellen Untergang der Yorck wird deren Mittellängsschott gesehen, das zu einer stärkeren Krängung führte.
Im Dezember 1914 wurde Kapitän Pieper in Wilhelmshaven wegen des Untergangs vor ein Kriegsgericht gestellt und wegen Missachtung von Befehlen sowie Nachlässigkeit zu zwei Jahren Festungshaft verurteilt. Er wurde zur Bewährung in die Türkei abgeordnet, wo er sich als Chef des türkischen Waffenamtes so hervortat, dass ihm am 8. Dezember 1915 von Kaiser Wilhelm II. die Strafe erlassen wurde.
Die Untergangsstelle wurde anfänglich lediglich mit einer Wracktonne gesichert. 1926 musste ein Teil des Wracks abgesprengt werden, da er zu weit in das Fahrwasser ragte. In den Jahren 1936 und 1937 wurde das Wrack durch erneute Sprengungen von drei Metern auf über elf Meter unter Kartennull abgesenkt. Weitere Sprengungen erfolgten 1969. Im Zuge des Baus der ICI-Umschlagbrücke und der damit verbundenen Verlegung des Fahrwassers wurde Anfang der 1980er Jahre eine Beseitigung des Schiffahrtshindernisses notwendig. Zunächst wurde eine Bergung erwogen. Da das Angebot eines deutschen Nassbaggerunternehmens, die Reste des Wracks für rund vier Millionen Mark auf die geforderte Tiefe von 23 m unter Seekartennull zu bringen, nur einen Bruchteil der veranschlagten Bergungskosten ausmachte, entschied man sich für das Unterspülen. Das in mehrere Teile zerbrochene Wrack wurde vom 27. Juli bis zum 4. Oktober 1983 durch zwei Stechkopf-Saugbagger künstlich unterspült und auf die benötigte Tiefe gebracht.

## Technik
Die Yorck war ein Stahlschiff, dessen mit Längs- und Querspanten gebauter Rumpf durch Schotten in zwölf wasserdichte Abteilungen gegliedert war. Der Kreuzer war über alles 127,8 m lang und maß an seiner breitesten Stelle 20,2 m. Bei einer maximalen Verdrängung von 10.266 t lag das Schiff 7,76 m tief im Wasser.
Die Antriebsanlage der Yorck bestand aus drei Dreizylinder-Dampfmaschinen mit dreifacher Dampfdehnung, die auf je einen Propeller wirkten. Die Maschinen besaßen eine Gesamtleistung von 20.031 PSi und beschleunigten das Schiff auf maximal 21,4 kn. Den nötigen Dampf mit 15,5 atü Druck lieferten 16 Wasserrohrkessel der Bauart Dürr.
Als Hauptbewaffnung verfügte die Yorck über vier Schnellfeuergeschütze des Kalibers 21,0 cm L/40 in je einem Doppelturm auf Vor- und Achterschiff. Die Mittelartillerie bestand aus zehn Geschützen 15,0 cm L/40. Weiterhin befanden sich 14 Geschütze 8,8 cm L/35 und vier Torpedorohre mit 45 cm Durchmesser an Bord.
Die von Krupp stammende Panzerung maß im Bereich der Wasserlinie 80 bis 100 mm. Die Zitadelle und die Kasematten waren mit 100 mm, die Türme der schweren Artillerie mit 30 bis 150 mm gepanzert. Die Mittelartillerie war mit 80 bis 100 mm Panzerstahl geschützt. Das Panzerdeck war 40 bis 60 mm stark. Während der achtere Kommandostand mit 20 bis 80 mm gepanzert war, erhielt der vordere einen den Türmen der schweren Artillerie entsprechenden Schutz.

## Kommandanten
| 21. November 1905 bis 29. September 1908 | Fregattenkapitän / Kapitän zur See Leo Jacobson |
| Oktober 1908 bis September 1909          | Kapitän zur See Arthur Tapken                   |
| Oktober 1909 bis September 1910          | Kapitän zur See Walter Herrklotsch              |
| September 1910 bis September 1912        | Kapitän zur See Ludwig von Reuter               |
| September bis November 1912              | Fregattenkapitän / Kapitän zur See Max Köthner  |
| November 1912 bis 21. Mai 1913           | Kapitän zur See Moritz von Egidy                |
| 12. August bis 4. November 1914          | Kapitän zur See Waldemar Pieper                 |